# ごかみずべ公園
ごかみずべ公園（ごかみずべこうえん）は茨城県猿島郡五霞町に所在する五霞町が設置、管理・運営する公園である。

## 概要
このごかみずべ公園は2011年（平成23年）7月24日に開園した公園である。公園の所在地は五霞町内では地盤の低い場所に位置しており、湿地状態となっていたが、ため池としても利用されていた。五霞町にはかつて湿地が多く所在しており、土地の人々からは鯉の巣と呼ばれるなどの豊かな自然環境である。この自然環境を保全し、「利根下総地区田園空間整備事業」により自然を親しみ学ぶ場として整備され、ごかみずべ公園が開園となった。公園施設としては多目的広場・植生広場・ため池・遊歩道・あずまや・駐車場・トイレとなっている。禁止事項としては、「釣り」・「バーベキュー」・「花火」・「ゴルフ」・「自転車競技」・「ペットを放す」・「他者への迷惑行為」・「施設を損壊する行為」などである。

## 施設
- 植生広場 - 小さな丘があり、樹木が植栽され、中央にはせせらぎ水路が整備されている。面積は約7000m2となっている。
- 多目的広場 - 芝生が植生されており、面積は約3000m2となっている。
- ベンチ
- あずまや
- 溜め池（小島） - 田園空間の水辺に息づく動植物を観察することができ、また公園東側を流下する五霞落川とも接続している。
- せせらぎ水路
- 遊歩道（園路） - 公園を一周するように整備されている。
- 駐車場
- トイレ

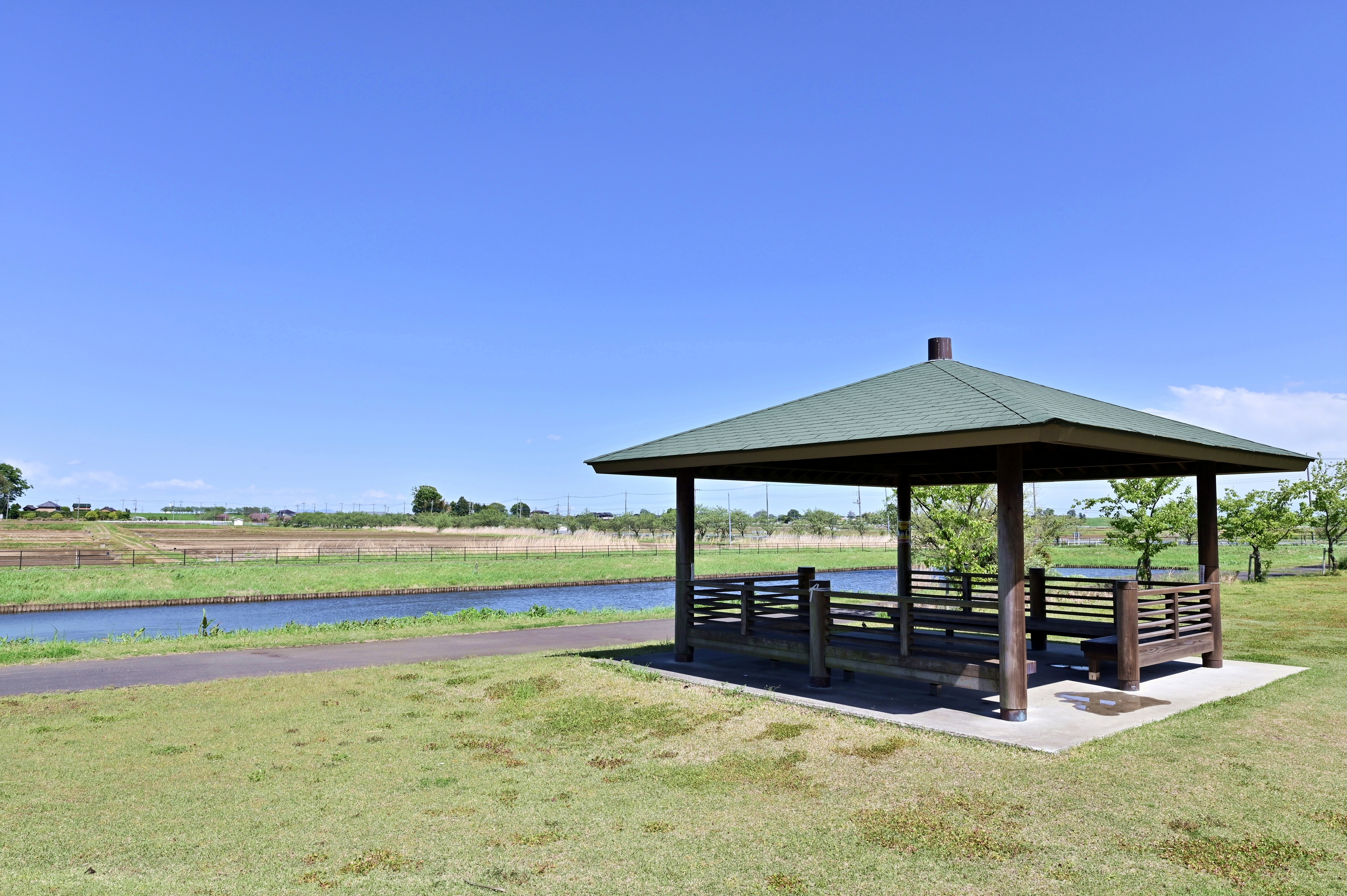
あずまや
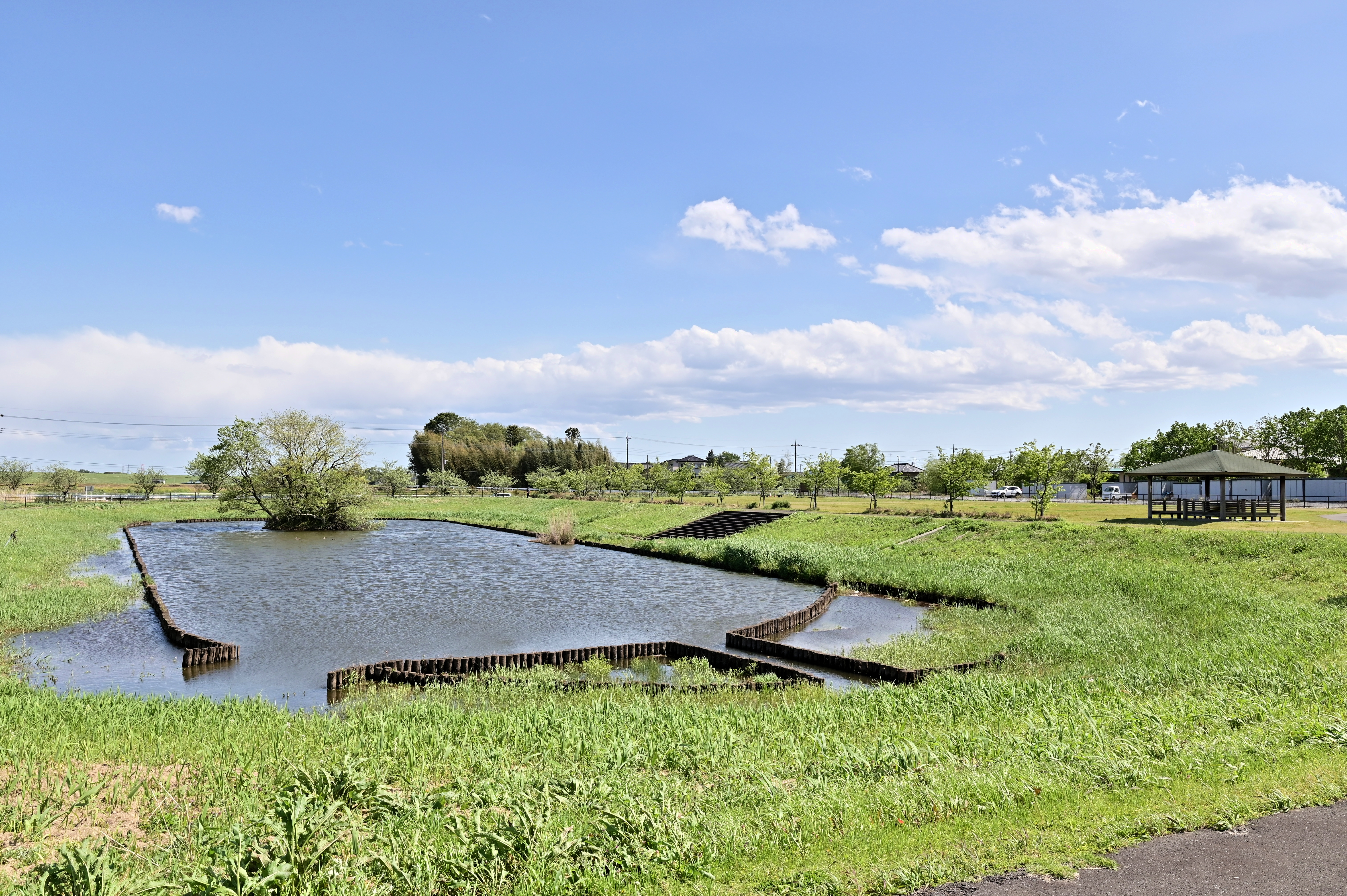
ため池
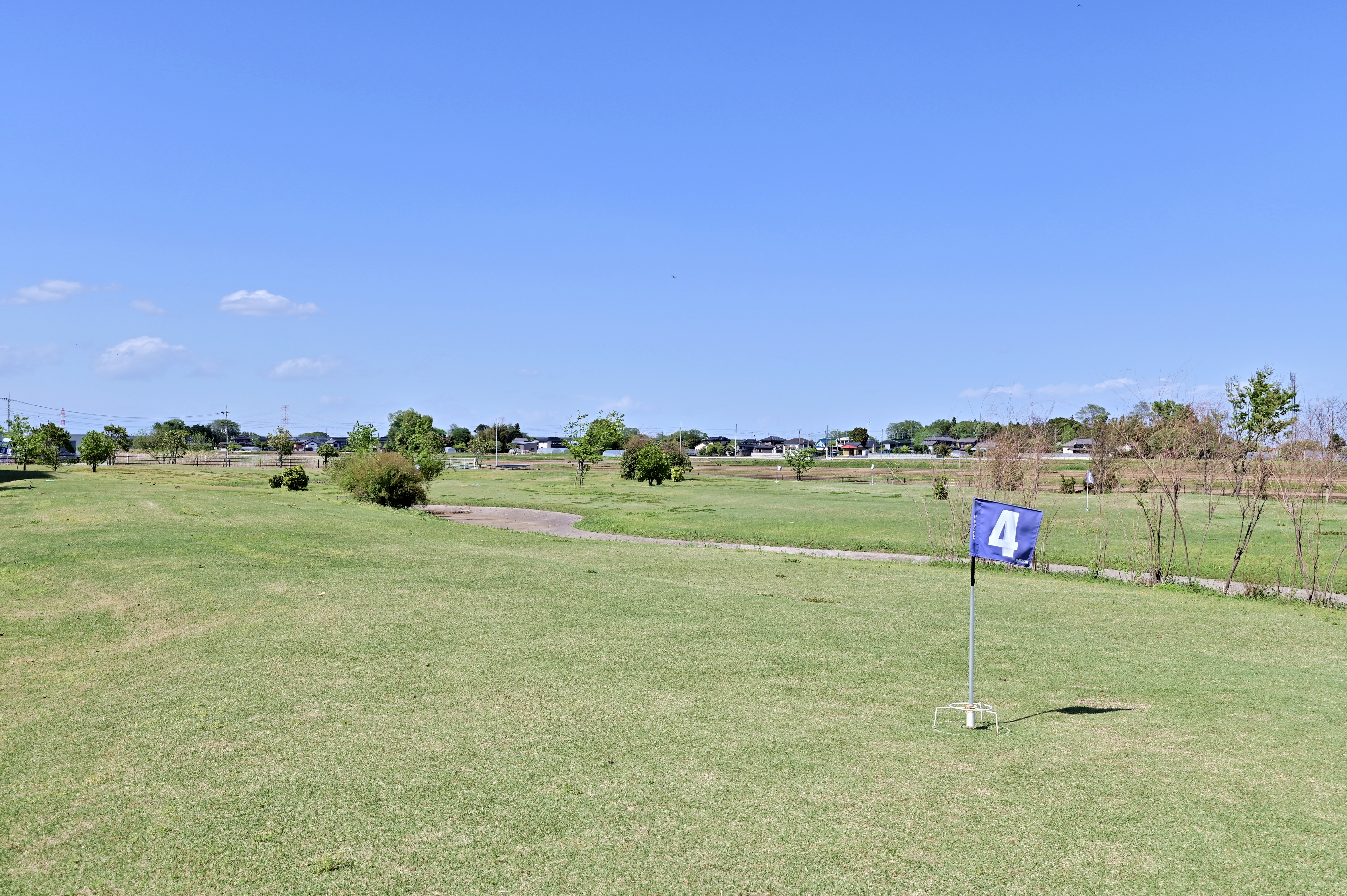
植生広場とゲートボール場

## 所在地
- 〒306-0303
- 茨城県猿島郡五霞町大字江川3166番地[5][6]

## 交通
- 南栗橋駅東口より五霞町コミュニティ交通の「南栗橋駅」バス停より「朝晩ルート」に乗車、「福祉センター前（乗車約11分）」にて下車、バス停より北方へ徒歩約2分（道程約150m[7]）。運賃は200円。（五霞町コミュニティ交通 五霞町ホームページ）
- 幸手駅より朝日バスの「幸手駅前」バス停より「五霞町役場」行きに乗車、「西谷（乗車約15分）」にて下車、バス停より南東方へ徒歩約25分（道程約1.6km[8]）。運賃は260円。（朝日バス時刻表 五霞町ホームページ）
- 幸手駅より北東方へ徒歩にて約90分。（距離約5.1km）[9]

## 周辺・関連項目
- 茨城むつみ農業協同組合 五霞カントリーエレベーター
- 五霞落川
- 五霞町福祉センター ひばりの里
- 五霞ふれあいセンター
- 五霞町立五霞東小学校
- 首都圏中央連絡自動車道
- 道の駅ごか